# Руппертсеккен
Руппертсеккен (нем. Ruppertsecken) — община в Германии, в земле Рейнланд-Пфальц.
Входит в состав района Доннерсберг. Подчиняется управлению Роккенхаузен. Население составляет 366 человек (на 31 декабря 2010 года). Занимает площадь 9,43 км².